# Michael Fallon
Michael Fallon (Perth, 14 maggio 1952) è un politico britannico del Partito Conservatore. Con trascorso politico come Ministro di Stato, è stato Segretario di Stato per la difesa nei governi presieduti da David Cameron e Theresa May.
Nel 2016 è stato nominato commendatore dell'Ordine del Bagno. La nomina è avvenuta dopo che David Cameron si è dimesso da Primo ministro e ha approfittato dell'occasione per assegnare onorificenze quali titoli e nomine nobiliari, i cosiddetti "onori di dimissioni".

## Biografia

### Istruzione e gioventù
Viene da una famiglia intellettuale, suo padre era un chirurgo. Si è laureato in filologia classica e storia antica all'Università di St. Andrews. Mentre era ancora uno studente, è stato coinvolto nella campagna prima del referendum sull'adesione della Gran Bretagna alla CEE come sostenitore dell'opzione filoeuropea. Immediatamente dopo la laurea, divenne un impiegato a tempo pieno del Partito Conservatore, inizialmente come membro dello staff personale di Lord Carington, e poi della baronessa Elles.

### Carriera politica

#### Il primo periodo alla Camera dei comuni
Nel 1982, ha corso per la prima volta alla Camera dei comuni come candidato alle elezioni suppletive nella circoscrizione elettorale di Darlington. Fu sconfitto in quel momento, ma nel 1983 ottenne un seggio nello stesso collegio elettorale alle elezioni generali. Ha rappresentato il distretto fino alle elezioni del 1992, in cui è stato sconfitto dal candidato del Partito Laburista Alan Milburn. Durante la sua prima presenza nella Camera, ha ricoperto diverse posizioni governative di livello inferiore, tra cui Ministro di Stato per l'istruzione.

#### Ritorna in parlamento

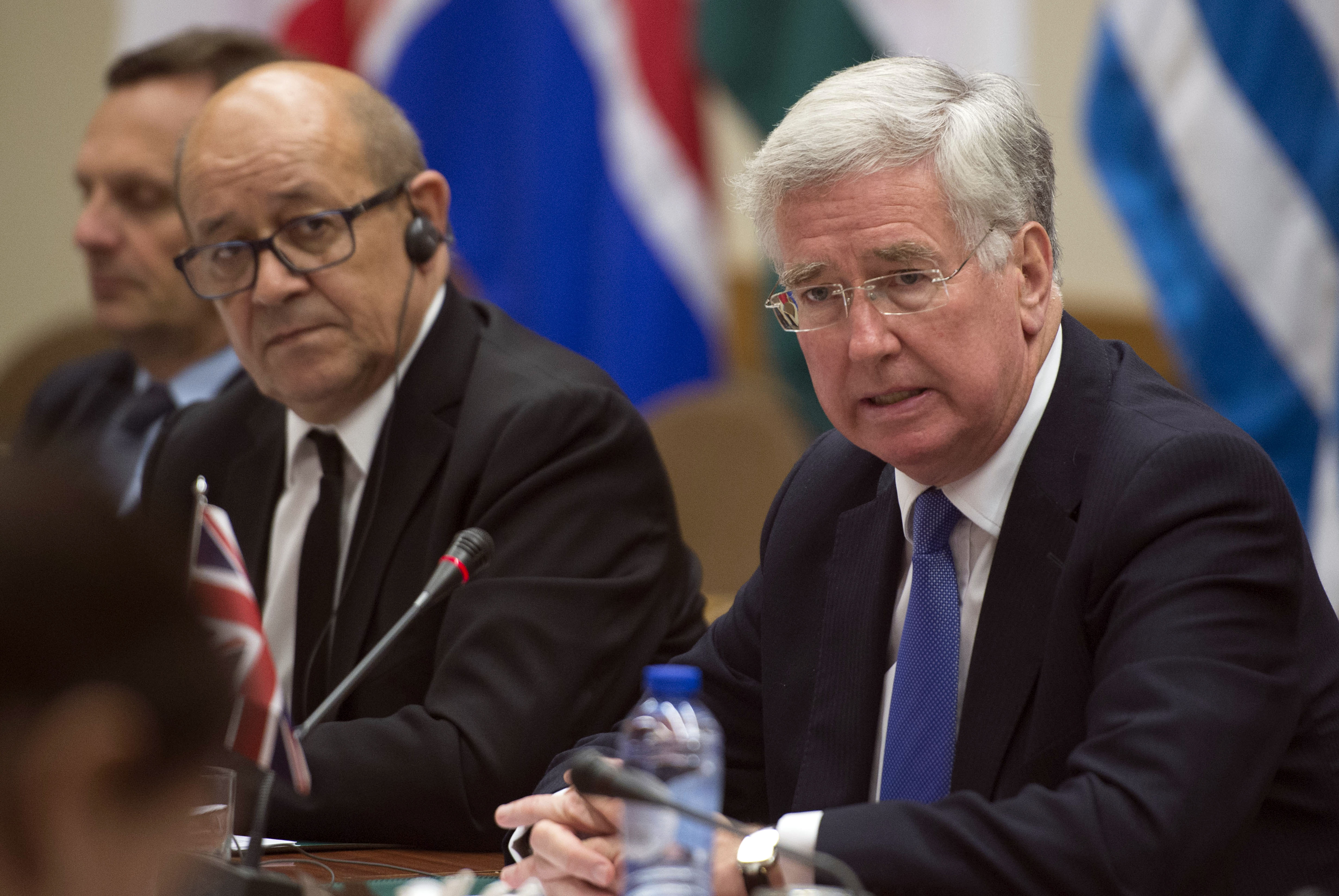
Fallon con l'omologo ministro della difesa francese Jean-Yves Le Drian.

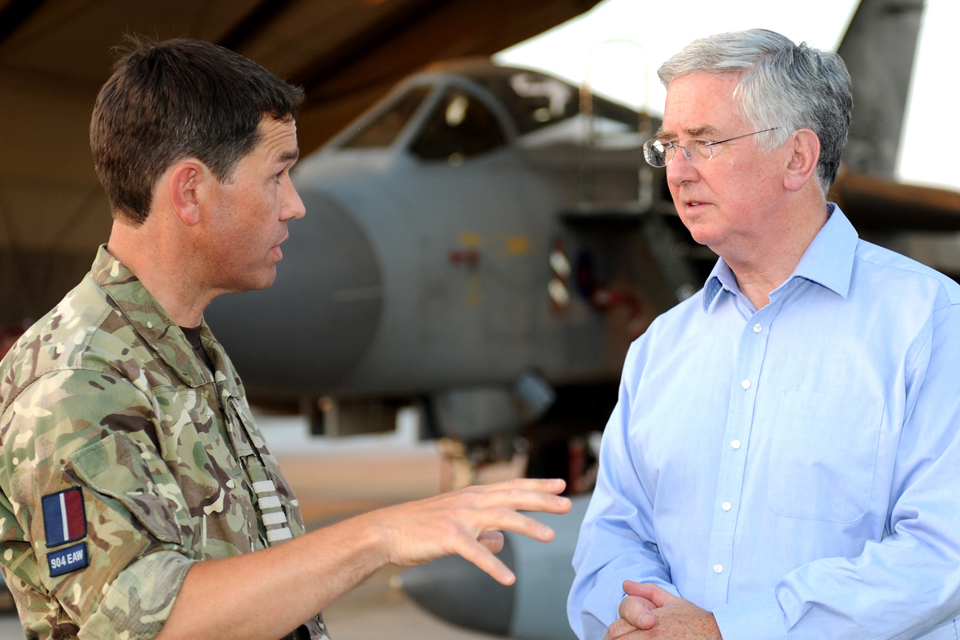
Michael Fallon in qualità di Segretario di Stato per la difesa incontra un ufficiale della Royal Air Force nel suo primo viaggio in Afghanistan.

Dopo un mandato fuori dal parlamento, durante il quale divenne comproprietario di una rete di asili nido privati, nel 1997 divenne nuovamente deputato come rappresentante del collegio elettorale di Sevenoaks. Dopo la vittoria conservatrice alle elezioni del 2010, è diventato vicepresidente di questo partito, e nel 2012 è diventato ministro di stato (nella terminologia italiana: il viceministro) nel Dipartimento per le imprese, l'innovazione e le competenze, e dal 2013 anche nel Dipartimento per l'energia. Nel gennaio 2014 gli è stata assegnata la nuova posizione di ministro di Portsmouth per alcuni mesi, con la quale avrebbe dovuto affrontare in modo speciale i problemi di questa città travagliata. Il 15 luglio 2014, è stato nominato nel governo di David Cameron come segretario di Stato per la difesa. Ha mantenuto questo incarico anche dopo le elezioni del 2015, nonché nel governo di Theresa May il 13 luglio 2016. Dopo lo scoppio dello scandalo riguardante i casi di molestie sessuali da parte dei deputati della Camera dei Comuni e dei rappresentanti dei più grandi partiti politici, ha rassegnato le dimissioni e ha lascito l'incarico il 2 novembre 2017.

### Vita personale
Fallon è stato sposato con Wendy Elisabeth Payne, una professionista delle risorse umane, dal 27 settembre 1986; la coppia ha due figli. La famiglia vive a Sundridge, nel Kent.
Nel 1993 gli fu vietato di guidare per 18 mesi dopo aver ammesso un reato di guida durante la campagna elettorale generale.